# D104 (Aude)
De D104 is een departementale weg in het Zuid-Franse departement Aude. De weg verbindt Carcassonne via Couffoulens, Leuc, Verzeille, Saint-Hilaire en Pieusse met Limoux en is ongeveer 30 kilometer lang.
De D104 vormt een alternatieve weg op de route tussen Carcassonne en Limoux naast de drukkere D118.